# بخش چیکواوا
بخش چیکواوا (انگلیسی: Chikwawa District) یکی از بخش‌های کشور مالاوی است.
این بخش ۴٬۷۵۵ کیلومتر مربع مساحت و ۳۵۶٬۶۸۲ نفر جمعیت دارد و مرکز آن شهر چیکواوا می‌باشد.